# Seven Thirty-Seven
«Seven Thirty-Seven» es el episodio estreno de la segunda temporada de la serie de televisión estadounidense de drama Breaking Bad. Fue escrito por J. Roberts y dirigido por la estrella de la serie Bryan Cranston.

## Trama
En el depósito de chatarra, después de su compra de metanfetamina de Walter White y Jesse Pinkman, el narcotraficante Tuco Salamanca ataca brutalmente a su teniente, No-Doze, después de hablar con Walt en lugar de Tuco. Después de que Tuco se va, Walt calcula la cantidad de dinero que necesitará para mantener a su familia, y concluye que la cifra es de USD $737,000. Tuco vuelve repentinamente exigiendo que Walt salve a No-Doze. Después de su muerte, Gonzo, el otro empleado de Tuco, afirma que deberían mover el cuerpo, pero Tuco se niega y lo deja en el depósito de chatarra.
Walt se separa de Jesse y se va a casa. Skyler White lo encuentra parado frente a la televisión, y posteriormente se fuerza sobre ella. Después de que ella lo detiene, Walt se sienta junto a la piscina y más tarde es encontrado por Walter Jr. Mientras tanto, Jesse adquiere un arma de fuego en un restaurante de perritos calientes. Al día siguiente, le dice a Walt que cree que Tuco representa una amenaza que debe ser atendida. Walt señala que dispararle terminaría mal, y la pareja parece abatida. En otra parte, Skyler se niega a responder las llamadas telefónicas de su hermana, Marie Schrader. Marie y su esposo Hank discuten si ella intentó o no programar una cena con Skyler de una manera que entre en conflicto con otra cita que tiene para una terapia, revelando que Marie acude a regañadientes a una terapia por problemas no especificados.
En la oficina de campo de la DEA, el socio de Hank, Steven Gómez, le muestra imágenes del robo de metilamina de Walt y Jesse. Hank descarta su habilidad como ladrones, pero está intrigado por el hecho de que la pareja desconocida robó metilamina y usó termita para ingresar al almacén. Gómez especula que pueden ser estudiantes de química en edad universitaria, y Hank insinúa que los dos tendrán dificultades por parte de los carteles de la droga por interrumpir el comercio de metanfetamina. Walt se preocupa cuando nota un SUV estacionado cerca de su casa y pasa la noche mirando la calle. Jesse alienta a Walt a comprar también un arma, con la esperanza de «duplicar sus posibilidades» de éxito en caso de un tiroteo. En cambio, Walt propone que maten a Tuco de una manera más clandestina, usando ricina hecha de ricino. Hank visita a Skyler y le pide que haga las paces con Marie. Skyler responde con enojo, afirmando que su situación es peor que la de su hermana. Hank y Skyler se dan cuenta de que el otro sabe sobre el robo en tiendas de Marie.
Walt y Jesse producen la ricina, con la esperanza de engañar a Tuco para que se envenene colocándola en la próxima entrega de metanfetamina. Cuando terminan su trabajo, Walt recibe una llamada telefónica de Hank, quien se encuentra en una escena del crimen. Hank dice que se equivocó al hablar con Skyler, y Walt lo perdona. Se revela que la escena del crimen que Hank está investigando es el depósito de chatarra, y que Gonzo murió accidentalmente en un intento fallido de mover el cuerpo de No-Doze. Walt y Jesse infieren que Tuco mató a Gonzo, y Walt insiste en que Jesse se vaya de la ciudad. Walt regresa a casa, donde evita responder preguntas de Skyler. Recibe una llamada telefónica y sale, donde Tuco detiene a Jesse a punta de pistola en su automóvil. Tuco obliga a Walt a entrar al auto.

## Producción
El episodio fue escrito por J. Roberts y dirigido por Bryan Cranston. Se emitió por AMC en los Estados Unidos y Canadá el 8 de marzo de 2009.

## Recepción de la crítica
El episodio fue bien recibido por la crítica. Donna Bowman, escribiendo para The A.V. Club, le dio al episodio una A-. Elogió a Cranston tanto por su actuación como por su capacidad de dirección. Seth Amitin, de IGN, le dio al episodio un 8.7 de 10.

## Significado del título
El título del episodio hace referencia a la cantidad de dinero que Walt cree que necesita para mantener a su familia, y es el primero de varios títulos que cuando se colocan juntos presagian el desastre del Wayfarer 515. Cuando están juntos, se lee «Seven Thirty-Seven Down Over ABQ», traducido al español como «Siete tres siete cae sobre ABQ».